# Бізертинська криза
Франко-туніська війна 1961 року більше знана як бізе́ртинська криза (фр. Crise de Bizerte) — збройний конфлікт між Францією й Тунісом у липні 1961 року. Предметом конфлікту стала військово-морська база в Бізерті, яка після здобуття Тунісом незалежності 1956 року залишилася у володінні французів. Дипломатична напруженість між двома державами, яка виникла в травні 1961, після того, як французькі військові почали розширювати злітно-посадкову смугу військового аеродрому в Бізерті, 19-23 липня переросла у військову конфронтацію. Через непропорційність військового потенціалу сторін, конфлікт швидко завершився перемогою збройних сил Франції, хоча й призвів до великої кількості жертв серед цивільного населення. Результатом кризи стали франко-туніські переговори щодо евакуації французів з Бізерти й остаточного виведення французьких військ із Тунісу.

## Передумови конфлікту
Сприятливе розташування на осі, що розділяє Середземне море (за 160 км від мису Бон, на північному березі Туніської протоки — європейська Італія), і зручна природна гавань Бізерти з давніх часів перетворили її на стратегічно важливу військово-морську базу в Середземномор'ї. Кораблі ВМС Франції вперше ввійшли в порт Бізерти в травні 1881, під час так званої «туніської кампанії». Тоді ж було встановлено протекторат Французької третьої республіки над колишньою провінцією Османської імперії — Тунісом.
На початку 1886 року французи розпочали будівництво в Бізерті великого військового порту, який мав стратегічне значення — контролювати судноплавство Туніською протокою. Створення порту включало прокладення каналу між Бізертською бухтою й однойменним озером, будівництво якого завершилося лише у 1892 році. На насипу, що утворився від будівництва каналу, було споруджене сучасне місто. До другої половини 1950-х Бізертська військово-морська база, забезпечувала базування в протоці Гуле-дю-Лак і в гавані Сіді-Абдаллах корабельного складу до крейсерів включно. На території ВМБ були флотський арсенал, склади боєприпасів, пального, судноремонтні підприємства. Базування авіації забезпечувала велика авіабаза Сіді-Ахмед. Персонал бази на 1961 рік становив 7700 військовослужбовців.

Військова зона Бізерта-Феррівіль

Південна французька «зона безпеки» в Тунісі

Після війни, 1947 року, французький уряд надав Тунісу автономію та сформував там місцеву адміністрацію — Раду міністрів. 3 липня 1955 прем'єр-міністр Тунісу Тахар бен Аммар та французький прем'єр Едгар Фор підписали франко-туніську угоду, а 20 березня 1956 Тахар бен Аммар та міністр закордонних справ Франції Крістіан Піно підписали меморандум про взаєморозуміння, за яким Франція офіційно визнала незалежність Тунісу. Але при цьому вона зберігала за собою військову базу в Бізерті (військова зона Бізерта-Феррівілль) і ще одну зону на півдні країни, які були стратегічно важливі французам для забезпечення військ в Алжирі, де загострилася війна за незалежність. Через два дні після проголошення незалежності, перший президент Тунісу Хабіб Бурґіба заявив: «Після закінчення перехідного періоду усі французькі сили повинні бути евакуйовані з Тунісу, зокрема, і з Бізерти».

## Дипломатична криза
2 січня 1958 група алжирських військових захопила в полон чотирьох французьких солдатів біля алжирсько-туніського кордону і, уникаючи переслідування, перейшла на територію Тунісу. Прем'єр-міністр Франції Фелікс Гайяр доручив генералу Бюшале довести до Хабіба Бурґіби, що Туніс взяв на себе зобов'язання дотримуватися нейтралітету у війні в Алжирі, і попросив виступити посередником у поверненні солдат. Бурґіба відмовився і виступив у пресі із засудженням дій Франції.
Через тиждень, 11 січня, близько 300 алжирців здійснили з території Тунісу напад на прикордонний пост французів в Алжирі, в результаті чотирнадцять французьких солдатів було вбито, двоє поранено, а четверо захоплено. Французька повітряна розвідка доповіла, що після нападу вони повернулися в Туніс у табір бойовиків поблизу містечка Сак'єт-Сіді-Юссеф. Вранці 8 лютого 1958 пара літаків ВПС Франції, що здійснювали патрулювання кордону, були обстріляні з цього ж пункту зенітними кулеметами та змушені були здійснити аварійну посадку. Того ж дня командувач французьким 5-м повітряним флотом генерал Едмонд Жуо розробив повітряний рейд на це село, план було усно затверджено міністром оборони. О 10.50 ранку 11 бомбардувальників А-26, 6 винищувачів-бомбардувальників F4U «Корсар» і 8 винищувачів «Містраль» здійснили наліт на Сак'єт-Сіді-Юссеф і розташований поблизу нього, в старому мідному руднику, табір алжирських бойовиків. У результаті нальоту крім табору й зенітних установок, що його прикривали, були знищені дві вантажівки Червоного Півмісяця і місцева сільська школа.
У відповідь на наліт авіації Туніс відкликав з Франції свого посла й вислав із країни п'ять французьких дипломатів та розпочав блокаду французьких об'єктів на території країни. Уряд Тунісу подав скаргу на дії Франції до Ради Безпеки ООН. А Бурґіба вкотре заявив про те, що французькі війська повинні повністю залишити Туніс.
7 липня було укладено франко-туніську угоду про виведення з території Тунісу всіх військ за винятком гарнізону Бізерти, а в червні 1959 міністр закордонних справ Франції запропонував послу в Тунісі Жоржу Госу почати підготовку до переговорів щодо статусу Бізерти — військово-морська база в Бізерті розглядалася як стратегічний пункт ЗС Франції та НАТО, єдина морська база, розташована на південному березі Середземного моря поза Алжиром.

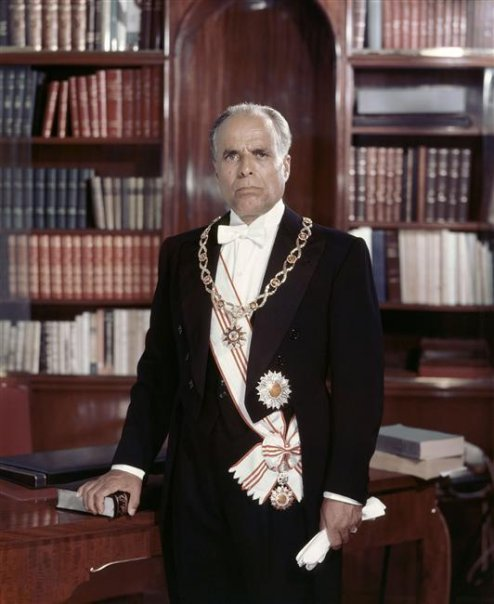
Хабіб Бурґіба

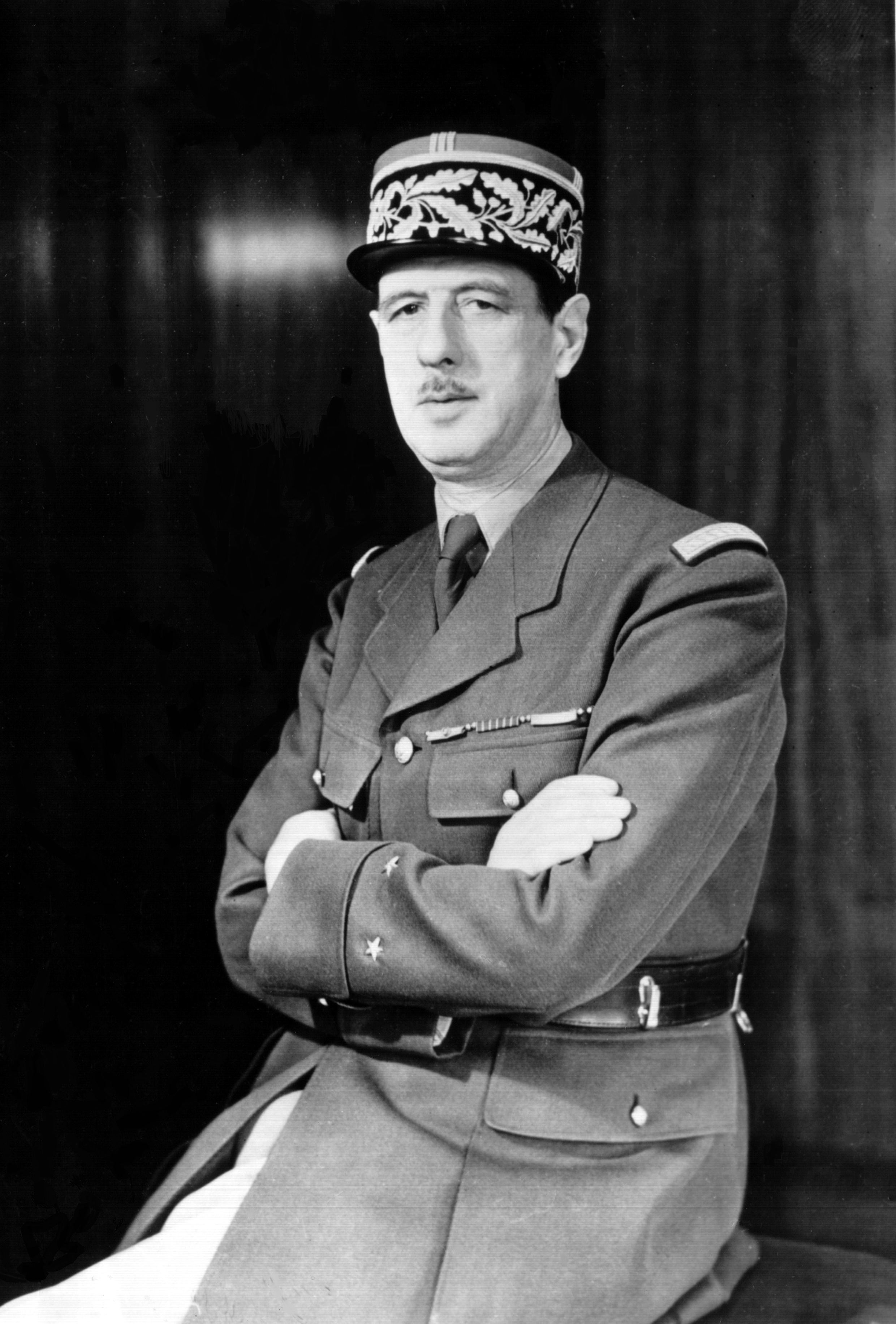
Шарль де Голль

27 лютого 1961 Бурґіба зустрівся у Рамбує з президентом Франції Шарлем де Голлем, який вказав візаві на стратегічну важливість для французів бази в Бізерті, яка контролює Туніську протоку — найважливіший морський шлях між Гібралтаром і Суецьким каналом. За словами де Голля, разом з Брестом, Тулоном і Мерс-ель-Кебіром, Бізерта являла «частину ланцюга баз, необхідних для захисту Франції та її ядерного потенціалу». Обидві сторони вельми песимістично відгукнулися про цю зустріч — «попри відкритий діалог сторони не почули одна одну».
Цивільну владу в Бізерті на той час представляв туніський губернатор, але фактично вона належала французьким військовим. 4 травня 1961 року командувач Бізертської військово-морської бази французький адмірал Моріс Амман повідомив туніський уряд про початок робіт з модернізації злітно-посадкової смуги на авіабазі Сіді-Ахмед. При чому, подовжена ЗПС, роботи з розширення якої насправді почалися ще 15 квітня, зайшла на півтора метра на територію Тунісу. 13 червня туніська національна гвардія змусила будівельників припинити роботу, а 15 червня вимушені були припинити роботу й французькі військові, що змінили цивільних. Зрештою 24 червня адмірал Амман віддав наказ про припинення будівництва.

## Переростання кризи у воєнний конфлікт
28 червня державний секретар Тунісу з питань оборони заявив, що будівництво в Сіді-Ахмед порушує досягнутий статус-кво. Адмірал Амман був змушений подати у відставку, сподіваючись таким чином заспокоїти громадськість та владу Тунісу.
Тим часом національна гвардія та місцеві активісти керівної націоналістичної партії Нео-Дестур розпочали будівництво стіни та колючого огородження по периметру території бази в Бізерті та установки блокпостів на виїздах з міста. 3 липня будівництво стіни й пікетувальників відвідав держсекретар з питань оборони Тунісу. Наступного дня він заявив міністру закордонних справ Франції: «Якщо ви не почнете діалог з питання Бізерти, то ми прийдемо до важкої кризи». Під «діалогом» Туніс мав на увазі повну евакуацію військово-морської бази.
6 липня в самій Бізерті відбулися масові демонстрації під гаслом про повну евакуацію бази. Близько 1500 тунісців розпочали демонстративне риття окопів навколо Бізерти. З 7 по 13 липня в усьому Тунісі відбувалися щоденні демонстрації, і понад 6000 членів молодіжної організації партії Нео-Дестур записалися в добровольці та попрямували до Бізерти. Хабіб Бурґіба почав вимагати негайної евакуації французьких військ з території Тунісу та точної делімітації кордонів на півдні на кордоні з Алжиром, особливо поблизу нафтових родовищ Еджеле, звідки починався нафтопровід для доставки алжирської нафти до Тунісу.
Попри демонстрації й фактичну облогу Бізерти, Шарль де Голль не пішов на поступки та назвав такий тиск неприйнятним у двосторонніх відносинах. Звільнений командир бази Моріс Амман вперше заявив, що існує ризик війни з Тунісом у найближчому майбутньому. Він надіслав для консультацій у Париж адмірала Пікар-Десталана, а сам зустрівся з капітаном Ландріном, особистим представником прем'єр-міністра Франції Мішеля Дебре, якого запевнив, що якщо тунісці раптово нападуть, то гарнізон Бізерти зможе гідно протистояти їм. Після цих зустрічей Дебре дав указівку Амману «відповісти силою на силу».
Опівночі 13 липня збройні сили Тунісу було приведено в стан підвищеної бойової готовності. 17 липня Бурґіба, виступаючи перед Національною асамблеєю, заявив, що Туніс вимагає від Франції скоротити період деколонізації, як це було зроблено в Марокко. Де Голль відмовився виконати ці вимоги.

## Збройне протистояння

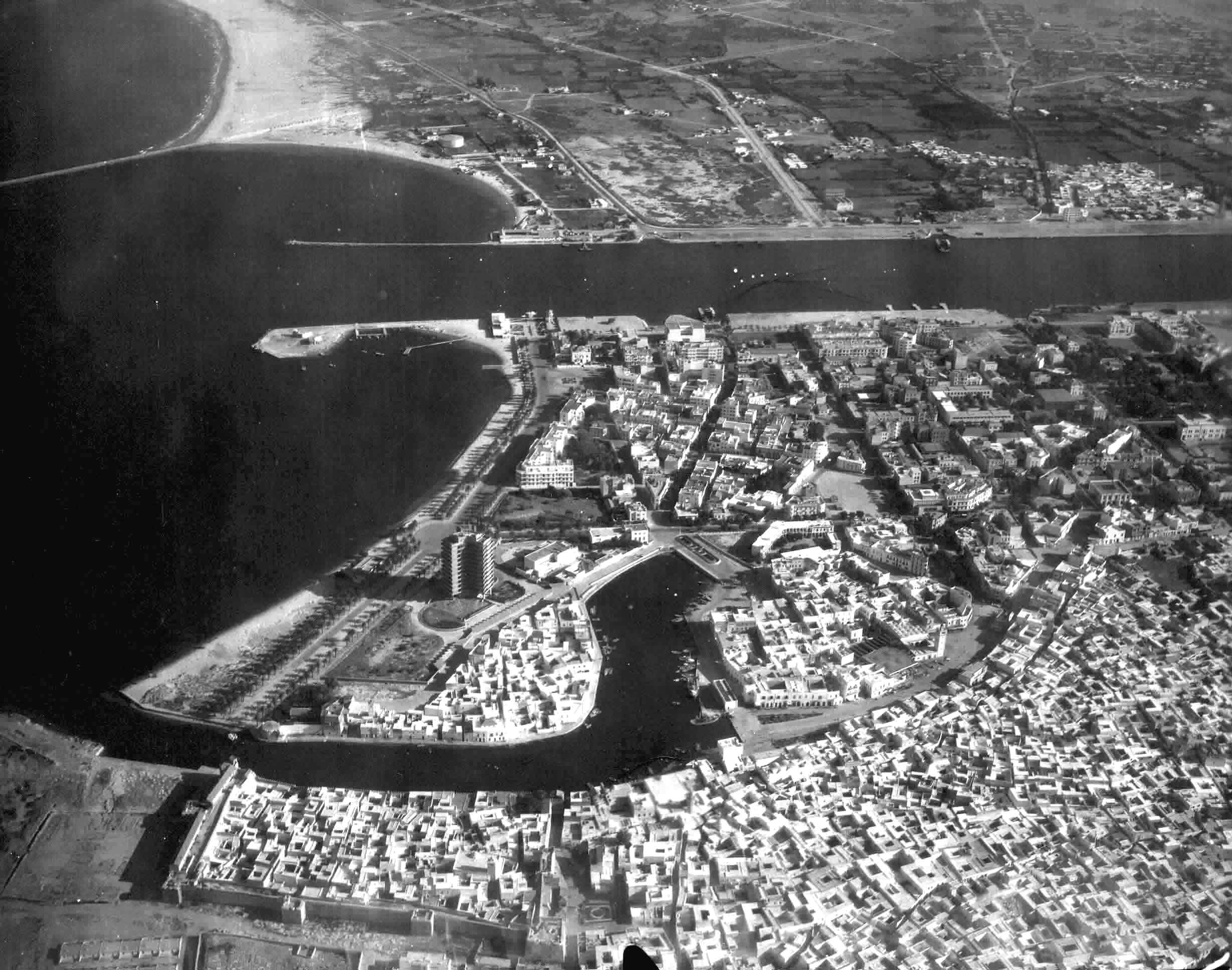
Бізерта з повітря. 1961

19 липня президент Хабіб Бурґіба оголосив про блокаду французької бази в Бізерті: три туніських батальйони, посилених артилерією, зайняли позиції по периметру військово-морської бази й навпроти аеродрому Сіді-Ахмед, зробивши неможливим пересування французьких військових транспортних засобів. 30 військових і 22 французьких цивільних були інтерновані в Сусі. Крім того, президент віддав наказ туніським військам увійти в Алжир через південний кордон та зайняти зону між Бір-Роман та Гарет-ель-Хамель, де кордон не був демаркований згідно з договором 19 травня 1910 між Францією та Османською імперією. О 13:30 туніське радіо оголосило про закриття повітряного простору над Бізертою й частиною країни на південь від Габесу, пояснюючи, що заходи здійснюються на протидію французьким військовим літакам. О 19 годині того ж дня по радіо заявили, що всі затримані раніше французи оголошуються військовополоненими.
У відповідь на це Де Голль ухвалив рішення про військове вторгнення — розпочалася операція «Бульдог» (фр. Bouledogue). Франція надіслала до Бізерти авіаносну ударну групу у складі авіаносця «Арроманш», крейсера «Де Грасс», есмінців «Шевальє Поль» і «Ла Бурдонне»; о 17:55 Амман дістав дозвіл відкривати вогонь і здійснювати відповідні заходи проти будь-якого нападу.
Близько першої години ночі 300–400 тунісців атакували запальними гранатами й вибухівкою ворота арсеналу Сіді-Абдаллах на території ВМБ Бізерта, о четвертій почали мінометний обстріл аеродрому Сіді-Ахмед, внаслідок якого було пошкоджено сім літаків (5 «Мартінів» і 2 «Моране-500»). О шостій ранку адмірал Амман надав адміралу Пікар-Десталані свободу дій у відповідь.

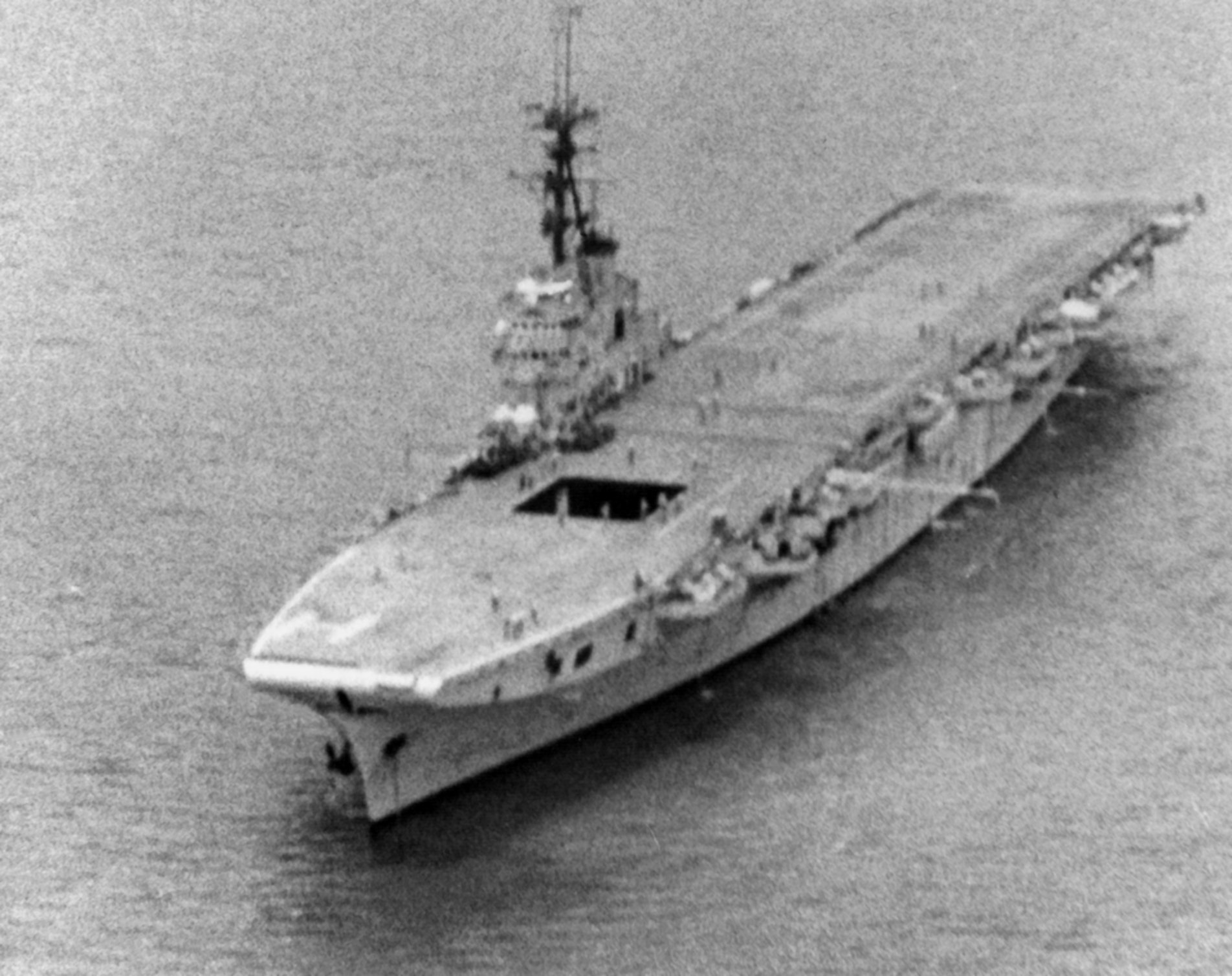
Авіаносець R95 «Арроманш» ВМС Франції

Після висадки десанту з кораблів авіаносного з'єднання, операція «Бульдог» розвивалася за двома тактичними планами — операція «Шарілонге» (фр. Charrue longue) мала на меті знищення туніських батарей; метою операції «Фіселе» (фр. Ficelle) було розчищення підходів до протоки Гуле-дю-Лак і деблокування військово-морської бази. Одночасно корабельна авіація розпочала завдавати бомбово-штурмові удари по туніських постах навколо Бізерти.
О 9:30 20 липня Бурґіба виступив зі зверненням до Збройних сил: «Відповідно до конституції, ви зобов'язані чинити опір окупації міста Бізерти французькими військами усіма засобами. Будьте хоробрими. Аллах з нами!».
Близько 15:30 20 липня французи зазнали перших серйозних втрат — було збито два вертольоти «Алует» з десантниками.
20 липня Бурґіба оголосив про розрив дипломатичних відносин із Францією в Раді Безпеки в ООН. Того ж дня Тимчасовий уряд республіки Алжир запропонував Тунісу військову допомогу.
З 21 на 22 липня Рада безпеки ООН провела позачергове засідання, на якому розглянула ситуацію в Тунісі. 22 липня там же було підписано угоду про припинення вогню. Французькі війська припинили військові операції, відповідаючи тільки на атаки підрозділів армії Тунісу. О 8:00 23 липня 1961 вступило в дію повне припинення вогню.

## Наслідки
За офіційними даними під час «Бізертинської кризи» втрати збройних сил Франції становили 24 убитих, до 100 поранених; Тунісу — 630 убитими, 1555 пораненими. За даними туніського Червоного Півмісяця, битва забрала 5000 людських життів.
17 вересня 1961 розпочалися франко-туніські переговори щодо евакуації французів з Бізерти й поступового виведення французьких військ із території бази. 29 вересня було досягнуто згоди. Остаточно французький військовий флот залишив Бізерту 15 жовтня 1963. На честь цієї події в Тунісі започатковане державне свято — День евакуації, яке відзначається щорічно 15 жовтня.